# Liste der slowenischen Außenminister
Diese Liste der slowenischen Außenminister listet alle slowenischen Außenminister seit 1990 auf.
| Antritt            | Abgang             | Außenminister  | Leben  | Partei                                                                        | Regierung                                            |
| ------------------ | ------------------ | -------------- | ------ | ----------------------------------------------------------------------------- | ---------------------------------------------------- |
| 16. Mai 1990       | 25. Januar 1993    | Dimitrij Rupel | * 1946 | Slovenian Democratic Union (bis 1991), Democratic Party of Slovenia (ab 1991) | Kabinett Peterle, Kabinett Drnovšek I                |
| 25. Januar 1993    | 31. Oktober 1994   | Lojze Peterle  | * 1948 | Slovene Christian Democrats                                                   | Kabinett Drnovšek II                                 |
| 26. Januar 1995    | 19. Juli 1996      | Zoran Thaler   | * 1962 | Liberaldemokratie Sloweniens                                                  | Kabinett Drnovšek II                                 |
| 1996               | 1997               | Davorin Kračun | * 1950 | Liberaldemokratie Sloweniens                                                  | Kabinett Drnovšek II                                 |
| 27. Februar 1997   | 25. September 1997 | Zoran Thaler   | * 1962 | Liberaldemokratie Sloweniens                                                  | Kabinett Drnovšek III                                |
| 1997               | 2000               | Boris Frlec    | * 1936 |                                                                               | Kabinett Drnovšek III                                |
| 2000               | 2000               | Dimitrij Rupel | * 1946 | Liberaldemokratie Sloweniens                                                  | Kabinett Drnovšek III                                |
| 7. Juni 2000       | 30. November 2000  | Lojze Peterle  | * 1948 | Slowenische Volkspartei                                                       | Kabinett Bajuk                                       |
| 30. November 2000  | 6. Juli 2004       | Dimitrij Rupel | * 1946 | Liberaldemokratie Sloweniens                                                  | Kabinett Drnovšek IV, Kabinett Rop                   |
| 6. Juli 2004       | 3. Dezember 2004   | Ivo Vajgl      | * 1943 | Demokratische Pensionistenpartei Sloweniens                                   | Kabinett Rop                                         |
| 3. Dezember 2004   | 21. November 2008  | Dimitrij Rupel | * 1946 | Slowenische Demokratische Partei                                              | Kabinett Janša I                                     |
| 21. November 2008  | 10. Februar 2012   | Samuel Žbogar  | * 1962 | Socialni demokrati                                                            | Kabinett Pahor                                       |
| 10. Februar 2012   | 14. September 2018 | Karl Erjavec   | * 1960 | Demokratische Pensionistenpartei Sloweniens                                   | Kabinett Janša II, Kabinett Bratušek, Kabinett Cerar |
| 14. September 2018 | 13. März 2020      | Miro Cerar     | * 1963 | Stranka modernega centra                                                      | Kabinett Šarec                                       |
| 13. März 2020      | 1. Juni 2022       | Anže Logar     | * 1976 | Slowenische Demokratische Partei                                              | Kabinett Janša III                                   |
| 1. Juni 2022       | amtierend          | Tanja Fajon    | * 1971 | Socialni demokrati                                                            | Kabinett Golob                                       |